# Geronticus
Geronticus (Syn.: Comatibis) ist eine kleine Vogelgattung aus der Familie der Ibisse und Löffler (Threskiornithidae). Neben fünf fossilen Arten, die aus der Zeit vom Miozän bis zum Pleistozän bekannt sind, existieren heute nur zwei überlebende Arten, der Waldrapp (Geronticus eremita) und der Glattnackenrapp (Geronticus calvus). Der Gattungsname leitet sich vom griechischen Begriff „gerontikós“ (γεροντικός, „der Greisenhafte“) ab, in Anlehnung an den kahlen Kopf dieser dunkelgefiederten Vögel, der an einen alten Mann erinnert.

## Merkmale
Der Waldrapp und der Glattennackenrapp sind mittelgroße, 70 bis 80 cm große, vollständig dunkle Ibisse mit unbefiedertem Kopf, Gesicht und Nacken sowie beim Waldrapp mit verlängerten Schopffedern. Das Gefieder ist irisierend schwarz mit violettem, bronzenem und grünem Glanz; die Halsfedern bilden eine Krause. Der lange Schnabel ist abwärts gekrümmt, die Beine sind rot.

## Rezente Arten

### Waldrapp
Bis zur endgültigen Klassifizierung in die Gattung Geronticus im späten 19. Jahrhundert hatte der Waldrapp eine sehr wechselvolle taxonomische Geschichte. Einer der ersten Historiker, der höchstwahrscheinlich diesen Vogel literarisch erwähnte, war Plinius der Ältere in seinem Werk Naturalis historia. Er beschrieb den Phalacrocorax (Kahlrabe), der in den Alpen gefangen wurde und auch auf den Balearen vorkam. Im Jahre 1555 skizzierte Conrad Gessner den Waldrapp erstmals in seinem Buch Histora animalium (Band III: Icones avium) und gab ihm den wissenschaftlichen Namen Corvus sylvaticus. Er erwähnte jedoch auch, dass es sich bei diesem Vogel laut dem Naturforscher Petrus Bellonius um einen schwarzen Ibis handeln könnte. 

„Corvus selvaticus, Ibis nigra secundum Bellonium, ni fallor.“

Der nächste, der sich wissenschaftlich mit dem Waldrapp befasste, war Ulisse Aldrovandi (auch als Aldrovandus bekannt) in seinem Werk Ornithologiae libri XII, das 1603 erschien. Er hegte keinen Zweifel daran, dass der Kahlrabe des Plinius und Gessners Waldrapp identisch waren. 1738 fertigte der Brite Eleazar Albin einen Kupferstich des Waldrapps an. 1750 bezeichnete Jacob Theodor Klein den Vogel in seinem Werk Historiae Avium Prodomus als „Berg-Wiedehopf“ (Upupa montana). 1758 stellte ihn Carl von Linné irrtümlich ebenfalls in die Gattung der Wiedehopfe und bezeichnete ihn als Upupa eremita. 1766 korrigierte Linné den Namen in Corvus eremita.

Einen bedeutenden Einschnitt gab es im Jahr 1805 in der 2. Auflage von Johann Matthäus Bechsteins Werk Gemeinnützige Naturgeschichte der Vögel Deutschlands, in dem Gessners Waldrapp als nichts anderes als eine Alpendohle (Pyrrhocorax graculus) bezeichnet wird. Diese Nichtakzeptanz des Waldrapps spiegelte sich auch Jahrzehnte später in der ornithologischen Literatur wider. So schrieb beispielsweise Carl Gottlob Friderich 1891 in seinem Werk Naturgeschichte der deutschen Vögel: 

„Der Waldrabe (Corvus silvaticus Gesner) ist ein künstlich verunstaltetes Stopfexemplar und aus Teilen verschiedener Vögel zusammengesetzt. Dieser Popanz ist auch in Linne’s Werken.“

1825 begann die Forschungsgeschichte des Schopfibisses, den Eduard Rüppell 1835 als Nomen nudum erwähnte und 1845 offiziell als Ibis comata beschrieb. Am 20. Februar 1825 erlegte der dänische Waffenmeister Heinrich Schulz genannt Falkenstein als Begleiter der Forschungsreisenden Friedrich Wilhelm Hemprich und Christian Gottfried Ehrenberg im Asyr-Gebirge zwischen Rachmen und Bir el Marahaba in der Nähe der heute verfallenen Hafenstadt Gumfuda an der Küste des Roten Meeres in Äthiopien zwei schwarze Ibisse. Ehrenberg wollte die vermeintlich neue Art zu Ehren seines im Juni 1825 an der Malaria verstorbenen Freundes Hemprich als Ibis hemprichii beschreiben. Es wurde zwar zwischen 1828 und 1832 eine Farbtafel für eine geplante Ausgabe des Werkes Symbolae Physicae angefertigt, die Vorbereitung wurde jedoch 1832 eingestellt, sodass der Name Ibis hemprichii als Nomen nudum betrachtet werden muss.

1832 stellte Johann Georg Wagler die Gattung Geronticus auf und klassifizierte den Glattnackenrapp als Typusart. In einer Fußnote erwähnte er auch eine unbeschriebene Ibis-Art und bezog sich dabei auf die von Hemprich und Ehrenberg 1825 gesammelten Exemplare.

„Spec. nov. ex Aegypto, Gerontico calvo proxima.“

1844 führte George Robert Gray Geronticus comatus und Geronticus calvus in seinem Werk List of Specimens of Birds in the Collection of the British Museum. Part III. Gallinae, Grallae und Anseres auf. Daneben listete er auch den Warzenibis (Pseudibis papillosa), den Stachelibis (Threskiornis spinicollis) und den Nipponibis (Nipponia nippon) in die Gattung Geronticus. In seiner Beschreibung von 1845 führte Rüppell Geronticus als Untergattung der Gattung Ibis auf und stellte den Vogel, dem er den Trivialnamen Schopftragender Nimmersatt gab, in die Familie der Reiher (Ardeidae).
1850 führte Heinrich Gottlieb Ludwig Reichenbach die Gattung Comatibis für den Schopfibis ein. Geronticus comatus oder Comatibis comata waren nun für einen längeren Zeitraum die gültigen wissenschaftlichen Namen in der Fachliteratur (z. B. in  Conspectus generum avium (1850) von Charles Lucien Bonaparte, in Victor Loches Catalogue des mammifères et des oiseaux (1858) oder in Illustrirtes Thierleben. Eine allgemeine Kunde des Thierreichs (1865) von Alfred Brehm).
Keiner der vorgenannten Autoren stellte eine Verbindung zwischen Gessners Waldrapp und Rüppells Schopfibis her, bis Ernst Hartert, Walter Rothschild und Otto Kleinschmidt im Jahr 1897 anhand von Exemplaren aus dem türkischen Birecik den Beweis erbrachten, dass beide Vögel identisch waren und Hemprich und Ehrenberg somit den in Europa ausgestorbenen Waldrapp wiederentdeckt hatten. Hartert führte im selben Jahr die Kombination Comatibis eremita und Kleinschmidt im Jahr 1899 die heute gültige Kombination Geronticus eremita ein.

### Glattnackenrapp
Der Glattnackenrapp wurde 1772 am Kap der Guten Hoffnung in Südafrika entdeckt, 1780 von Georg Forster porträtiert und 1783 von Pieter Boddaert als Tantalus calvus erstbeschrieben. Im selben Jahr bezeichnete ihn Georges-Louis Leclerc de Buffon als „Courlis à tête nue“ (deutsch: Kahlkopfbrachvogel). Andere Namen waren Ibis calva (Viell.), Tantalus niger (Gmelin) und Tantalus capensis (J. R. Forster). 1832 stellte ihn Johann Georg Wagler in die neue Gattung Geronticus.

## Fossile Arten
Das älteste bekannte Fossil der Gattung Geronticus stammt aus Frankreich. Es wurde in der Fossillagerstätte Sansan gefunden und besteht aus dem distalen Ende eines rechten Oberarmknochens. Das Alter des Knochenfragments wird auf das späte Miozän (vor 12 oder 14 Millionen Jahren) datiert. Alphonse Milne-Edwards hielt das Fossil ursprünglich für einen Reiher und nannte es 1868 in seiner Erstbeschreibung Ardea perplexa. Im Jahr 2000 unterzog Jacques Cheneval den Knochen einer näheren Untersuchung und stellte verwandtschaftliche Beziehungen zum Waldrapp fest. Daraufhin erhielt das Taxon den Namen Geronticus perplexus.
1998 beschrieb Slatosar Boew die Art Geronticus balcanicus aus Bulgarien, deren fossile Überreste auf ein Alter von 1,85 Millionen Jahre datiert werden. Sie ist wahrscheinlich mit Geronticus eremita identisch.
Im Jahr 2010 beschrieben Denis Geraads und Cécile Mourer-Chauviré die Art Geronticus olsoni, die sie nach Storrs L. Olson benannten. Die fossilen Überreste stammen aus der Fossillagerstätte Ahl al Oughlam in Marokko und werden auf das Obere Pliozän (vor 2,5 Millionen Jahren) datiert. Geronticus olsoni war wahrscheinlich größer als Geronticus eremita, Geronticus calvus oder Geronticus apelex.
Aus Südafrika sind zwei fossile Arten bekannt, die wahrscheinlich zur Ahnenlinie des Glattnackenrapps (Geronticus calvus) zählen:
1985 beschrieb Storrs L. Olson die Form Geronticus apelex, die aus dem frühen Pliozän bekannt ist. Das Epitheton a- (für ohne) und pelex (Helm) stammt aus dem Griechischen und bezieht sich auf das Fehlen eines ausgedehnten knöchernen Hinterhauptbeins, wie es bei modernen Geronticus-Arten vorkommt.
2019 beschrieb Marco Pavia das fossile Ibis-Taxon Geronticus thackerayi aus der Fossillagerstätte Kromdraai in der Provinz Gauteng, das er nach dem südafrikanischen Paläontologen John Francis Thackeray benannte. Das Alter der Art wurde vorläufig in die Übergangsperiode vom Pliozän zum Pleistozän datiert.